# Panamerikanische Spiele 2023/Segeln
Bei den Panamerikanischen Spielen 2023 in der chilenischen Hauptstadt Santiago de Chile fanden vom 28. Oktober bis 5. November 2023 im Segeln insgesamt 13 Wettbewerbe statt, davon je fünf bei den Männern und bei den Frauen sowie drei gemischte Wettkämpfe. Austragungsort war die Cofradia Nautica del Pacifico.

## Bilanz

### Medaillenspiegel
| Platz  | Land                       | Gold | Silber | Bronze | Gesamt |
| ------ | -------------------------- | ---- | ------ | ------ | ------ |
| 1      | Vereinigte Staaten         | 4    | 3      | 2      | 9      |
| 2      | Brasilien                  | 3    | —      | 3      | 6      |
| 3      | Argentinien                | 2    | 1      | 2      | 5      |
| 4      | Peru                       | 2    | 1      | —      | 3      |
| 5      | Kanada                     | 1    | 2      | 1      | 4      |
| 6      | Mexiko                     | 1    | —      | 1      | 2      |
| 7      | Chile                      | —    | 2      | 2      | 4      |
| 8      | Aruba                      | —    | 2      | —      | 2      |
| 9      | Antigua und Barbuda        | —    | 1      | —      | 1      |
| 9      | Uruguay                    | —    | 1      | —      | 1      |
| 11     | Dominikanische Republik    | —    | —      | 1      | 1      |
| 11     | Unabhängiges Athleten-Team | —    | —      | 1      | 1      |
| Gesamt | Gesamt                     | 13   | 13     | 13     | 39     |

### Medaillengewinner
Männer
| Disziplin         | Gold                    | Silber                       | Bronze                   |
| ----------------- | ----------------------- | ---------------------------- | ------------------------ |
| Windsurfen iQFoil | Mateus Isaac            | Ethan Westera                | Noah Lyons               |
| Formula Kite      | Bruno Lobo              | Tiger Tyson                  | Deury Corniel            |
| ILCA 7            | Stefano Peschiera       | Clemente Seguel              | Juan Ignacio Maegli      |
| 49er              | Ian Barrows Hans Henken | Hernán Umpierre Fernando Diz | Will Jones Justin Barnes |
| Sunfish           | Lee Parkhill            | Jean Paul de Trazegnies      | Diego González           |

Frauen
| Disziplin         | Gold                       | Silber                           | Bronze                      |
| ----------------- | -------------------------- | -------------------------------- | --------------------------- |
| Windsurfen iQFoil | Mariana Aguilar Chávez     | Dominique Stater                 | Demita Vega                 |
| Formula Kite      | Daniela Moroz              | Catalina Turienzo                | Maria do Socorro Reis       |
| ILCA 6            | Erica Reineke              | Sarah Douglas                    | Luciana Cardozo             |
| 49erFX            | Martine Grael Kahena Kunze | Alexandra Ten Hove Mariah Millen | Stephanie Roble Maggie Shea |
| Sunfish           | Caterina Romero            | Philipine van Aanholt            | María José Poncell          |

Mixed
| Disziplin | Gold                                                              | Silber                                          | Bronze                                               |
| --------- | ----------------------------------------------------------------- | ----------------------------------------------- | ---------------------------------------------------- |
| Snipe     | Julio Alsogaray Marlena Sciarra                                   | Ernesto Rodríguez Kathleen Tocke                | Rafael Martins Juliana Duque                         |
| Lightning | Vereinigte StaatenAllan Terhune Jr. Madeline Baldridge Sarah Chin | ChilePedro Bertossi Paula Herman Carmina Malsch | ArgentinienJavier Conte Martina Silva Trinidad Silva |
| Nacra 17  | Mateo Majdalani Eugenia Bosco                                     | David Liebenberg Sarah Newberry-Moore           | Samuel Albrecht Gabriela Nicolino                    |